# Castello di Calice al Cornoviglio
Il castello Doria-Malaspina è stato un edificio difensivo sito in via Castello sovrastante il borgo di Calice al Cornoviglio, nella media e bassa val di Vara in provincia della Spezia. L'edificio è oggi sede di alcuni uffici comunali, turistici e del Centro di Educazione Ambientale del parco naturale regionale di Montemarcello-Magra; negli altri due piani del palazzo sono altresì ospitati il museo dell'apicoltura, la pinacoteca David Beghè e il piccolo museo Pietro Rosa.

## Storia

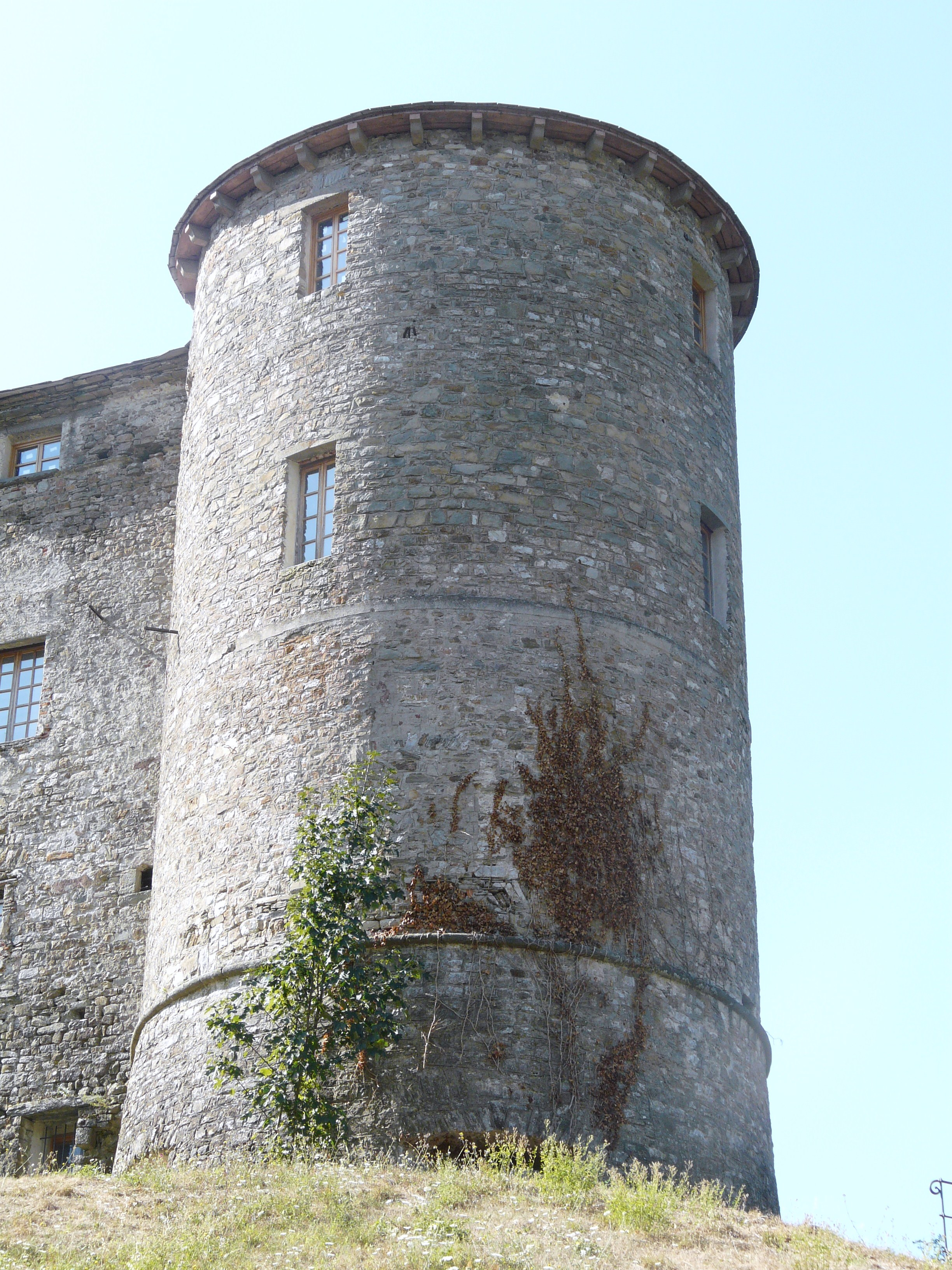
Il torrione

Già nell'XI secolo fu edificata una prima fortificazione o dimora, probabilmente un presidio degli Obertenghi, citata in diversi documenti e atti datati al 1077. Di proprietà della famiglia Malaspina dal XIII secolo, il castello fu occupato dal conte vescovo di Luni Gualtiero II dando inizio ad un contenzioso che, già nel 1206, fu risolto con un apposito lodo (sentenza di Tancredi Onesto) dove ufficialmente si restituiva a Guglielmo e Corrado Malaspina la proprietà sul castrum calisi.
Nel 1266 o 1272 il castello diverrà, per parentele, proprietà indiretta dei Fieschi grazie al matrimonio tra Alagia Fieschi - figlia del conte Niccolò - con Morello II, quest'ultimo figlio del capostipite della famiglia Giovagallo, già signori di Calice, Veppo e Madrignano. Per ragioni politiche già nel 1276 la famiglia fliscana fu quasi costretta a cedere buona parte delle loro proprietà - tra cui il castello di Calice - alla Repubblica di Genova che li lasciò tuttavia quali feudatari.
Nella prima metà del XIV secolo il castello ritornò nelle mani dei Malaspina del ramo di Villafranca e ancora, dal 1355, ad un altro esponente della famiglia Malaspina, ma del ramo di Lusuolo, Azzone. I continui passaggi di proprietà tra i due rami della famiglia malaspiniana furono però interrotti nel 1416 con l'occupazione dei genovesi e il successivo infeudamento ai Fieschi dei quindici castelli conquistati, tra cui quello di Calice.
Nel 1547 la stessa repubblica infeudò il castello e i vari feudi fliscani ai Doria dopo la tentata congiura di Gian Luigi Fieschi; il castello verrà donato da Carlo V allo stesso Andrea Doria.
Ciò nonostante alcune bande legate alla famiglia fliscana tentarono un vero e proprio assalto al castello allo scopo di catturare la marchesa Placidia I Doria Spinola, feudataria del maniero in sostituzione del marito. La marchesa riuscì tuttavia a sfuggire all'agguato rifugiandosi, con i figli, probabilmente nel borgo di Veppo (Rocchetta di Vara), mentre il castello verrà dato alle fiamme così come le vicine abitazioni. Un'altra marchesa, Placidia Doria, sposata con un Del Carretto e discendente del celebre ammiraglio, trasformerà la struttura in palazzo residenziale.
Nel 1772 con il passaggio di tutti il feudo nel Granducato di Toscana il castello diverrà sede del locale podestà e della guarnigione fiorentina. Stesse funzioni e usi ebbe con il successivo passaggio nel Ducato di Modena. Con il Regno d'Italia, invece, l'ex residenza signorile fu adibita a sede del giudice mandamentale, della stazione dei regi carabinieri e, successivamente al piano nobile, di alcuni uffici comunali e della scuola elementare.
Dopo l'8 settembre 1943 fu sede della Guardia Nazionale Repubblicana, fino all'assalto condotto dai reparti partigiani comandati da Daniele Bucchioni e Gordon Lett.
Dalla seconda metà del Novecento il castello è utilizzato inoltre quale sede di un polo culturale con l'apertura del museo dell'apicoltura, di una pinacoteca e di altri spazi analoghi.
È sede di alcune realtà museali, dal 2013 anche del Museo della Brigata Val di Vara.

## Galleria d'immagini

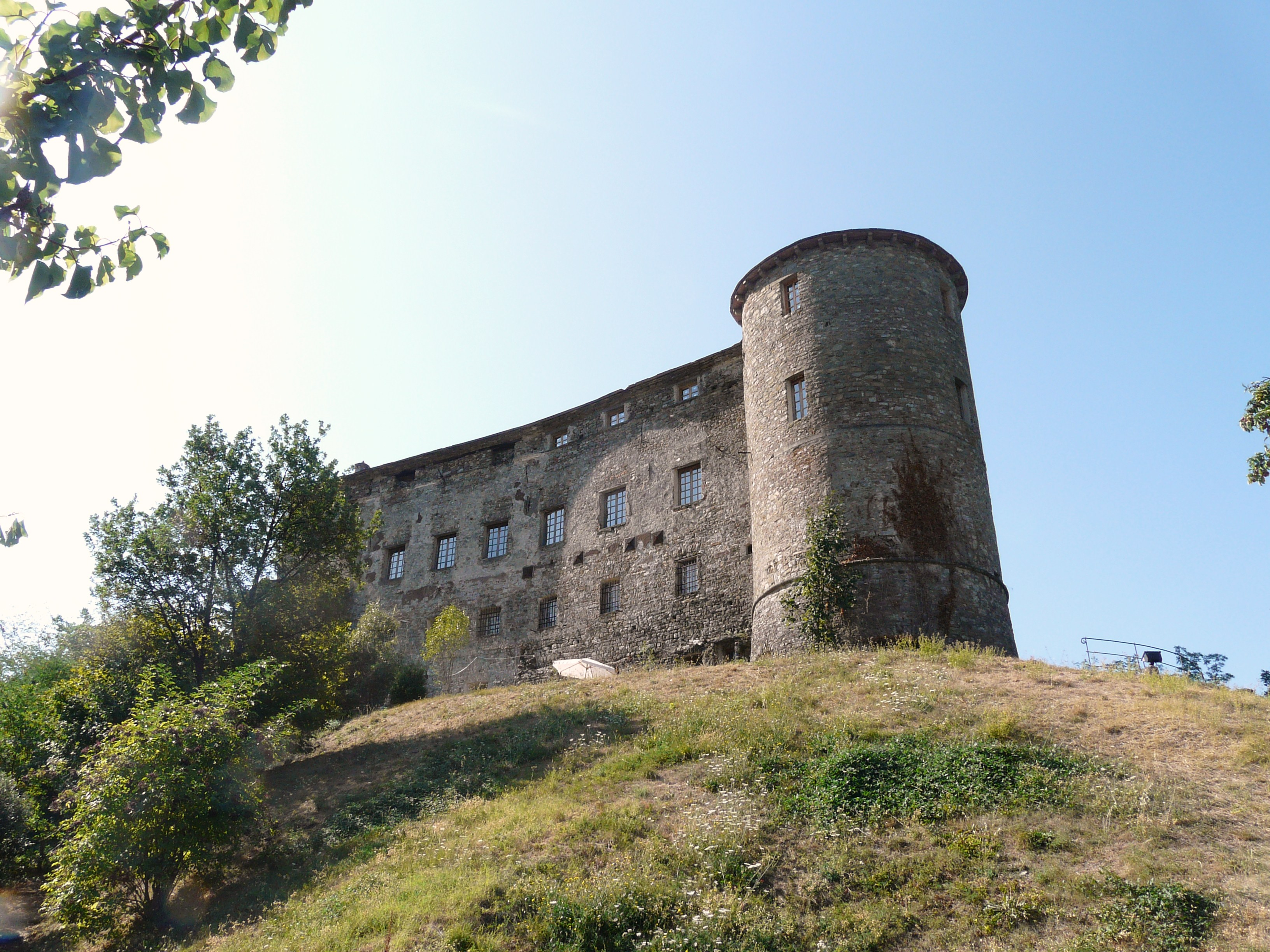
La struttura
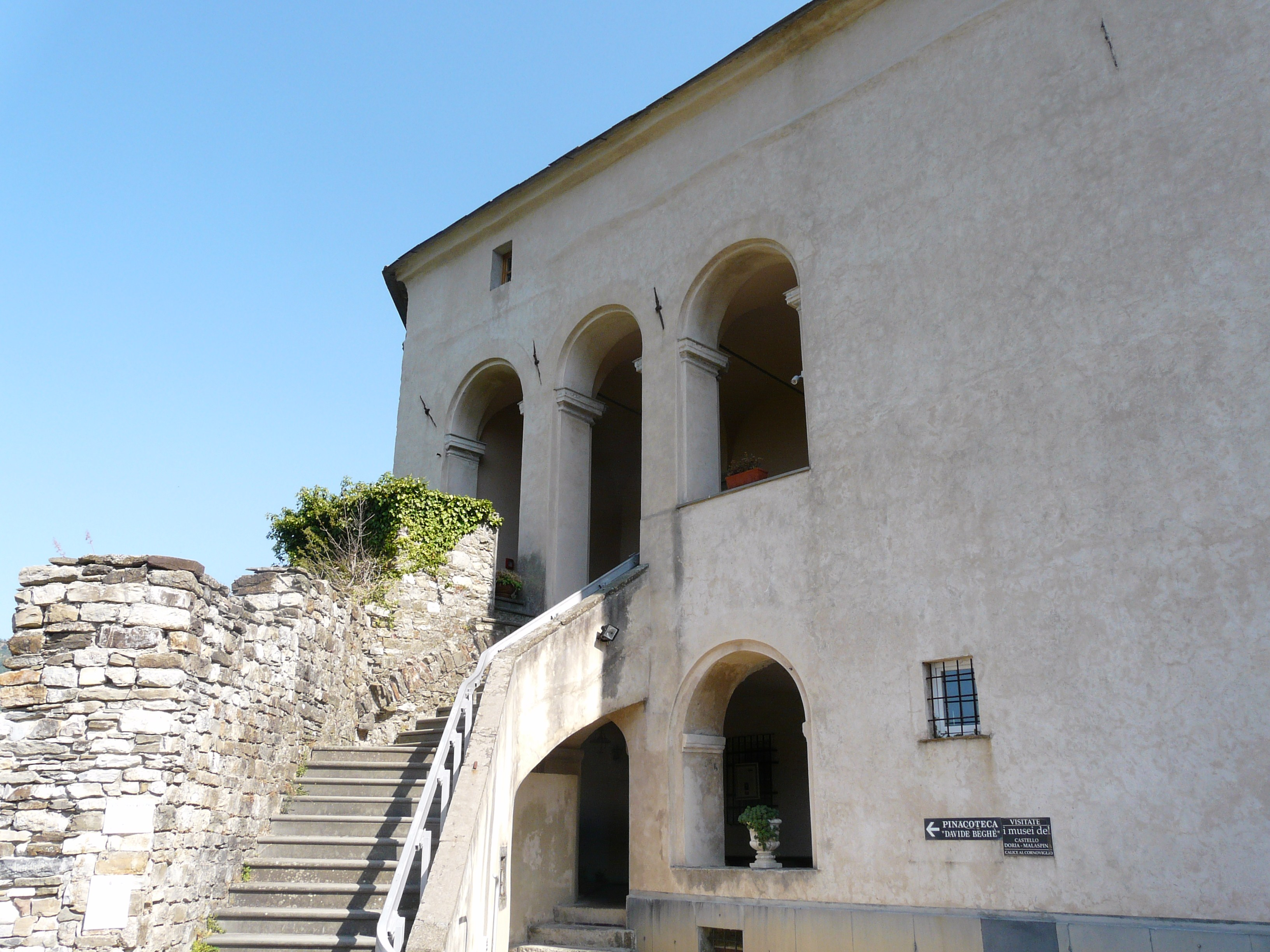
L'entrata